# Balanus venustus
Balanus venustus är en kräftdjursart som beskrevs av Darwin 1854. Balanus venustus ingår i släktet Balanus och familjen havstulpaner. Inga underarter finns listade i Catalogue of Life.